# 516 Amherstia
516 Amherstia è un asteroide della fascia principale del diametro medio di circa 73,1 km. Scoperto nel 1903, presenta un'orbita caratterizzata da un semiasse maggiore pari a 2,6797558 UA e da un'eccentricità di 0,2735987, inclinata di 12,95674° rispetto all'eclittica.
Il suo nome è un omaggio all'Amherst College, situato ad Amherst, in Massachusetts.